# Stuhljoch
Das Stuhljoch ist eine Einkerbung an der Südseite des Dachsteingebirges in den Nördlichen Kalkalpen, südwestlich der Bischofsmütze im österreichischen
Land Salzburg.
Über das 1601 m ü. A. hohe Stuhljoch führt der Weg von der Stuhlalm und der Theodor-Körner-Hütte zur Hofpürglhütte.